# Journal of Egyptian Archaeology
The Journal of Egyptian Archaeology (JEA) is een wetenschappelijk tijdschrift dat sinds 1914 wordt uitgegeven door de Egypt Exploration Society (EES) in Londen.
Naast wetenschappelijke artikelen over egyptologie, verschijnen er ook boekbesprekingen in het tijdschrift. Zoals gebruikelijk is voor egyptologische tijdschriften, worden in andere talen dan het Engels geschreven artikelen, vooral het Duits en het Frans, voor publicatie aanvaard.
Sinds de publicatie van JEA 93 (2007) was het tijdschrift onder hoofdredactie van Mark Collier, Universiteit van Liverpool. De huidige hoofdredacteur is Claudia Näser, University College London.